# Gari (Kruševac)
Gari (serbisch-kyrillisch Гари) ist ein Ort in der serbischen Gemeinde Kruševac.
Der Ort hat 404 Einwohner (Zensus 2002).